# Phacelia secunda
Phacelia secunda là loài thực vật có hoa trong họ Mồ hôi. Loài này được J.F.Gmel. miêu tả khoa học đầu tiên năm 1791.